# Isoxazolin
Isoxazolin je heterocyklická dusíkatá látka. Existuje řada isoxazolinových derivátů, jenž byly navrženy nebo se už používají jako léčiva v humánní a veterinární medicíně. Byl popsán např. protizánětlivý účinek či protinádorový účinek některých derivátů. Asi nejznámější jsou deriváty isoxazolinů známé jako insekticidy, fungicidy, pesticidy a ektoparazitika.

## Isoxazolinové deriváty jako ektoparazitika
Během let 2010-2014 bylo publikováno několik prací popisující nové deriváty isoxazolinů s ektoparazitárním účinkem.  Jejich mechanismus působení spočívá ve specifické inhibici GABA a glutamátchloridových kanálů u hmyzu a pavoukovců. Tyto tři nové látky fluralaner, afoxolaner a sarolaner se nyní označují jako ektoparazitika nové generace. Všechny tři působí proti blechám a klíšťatům a existují již v komerční přípravku pro psy. Zdá se, že účinkují i proti roztočům Demodex sp. a Sarcoptes. V roce 2017 byl zveřejněn 4. derivát isoxazolinů označovaný jako lotilaner s obdobným působením jako u předchozích třech preparátů.

### Přehled isoxazolinových veterinárních ektoparazitik
- Fluralaner – originální přípravek Bravecto ®, výrobce Merck Animal Health[11]
- Afoxolaner – originální přípravek NexGard ®, výrobce Merial[12]
- Sarolaner – originální přípravek Simparica TM, výrobce Zoetis[13]
- Lotilaner – originální přípravek Credelio, výrobce Elanco[10][14][15]